# Erwin Note
Erwin Note is een Belgisch voormalig bodybuilder.

## Levensloop
In 1981 behaalde hij brons op de Wereldspelen in het Amerikaanse Santa Clara bij de middengewichten. Voorts werd hij onder meer vijfmaal Mr. Belgium (1972, 1973, 1977, 1978 en 1980) en werd hij tweemaal derde bij Mr. Europe (1974 en 1976) van het IFBB.